# 各局出身アナウンサーNo.1決定戦
『各局出身アナウンサーNo.1決定戦』（かっきょくしゅっしんアナウンサー・ナンバーワンけっていせん）は、フジテレビ系列のクイズ番組・ネプリーグの特別企画。

## 概要
本来は、2025年1月27日に放送予定だったが、中居正広・フジテレビ問題を受けて、『緊急特報フジテレビ経営陣会見』を急遽放送したため、同年3月17日に放送延期となった。
ネプリーグの特別企画として各テレビ局出身の女性アナウンサーが集結し、「常識力」「ニュース読解力」「瞬発力」などを競い合うクイズバトルが展開された。事前テストによる順位決定からスタートし、各ステージでの得点により最終的なNo.1アナウンサーが決定された。

## 出演者
進行
- 堀内健（ネプチューン）
- 原田泰造（ネプチューン）
- 林修

出場アナウンサー
※事前テスト終了時の順位の順。
- 富永美樹（元フジテレビアナウンサー）
- 山本里菜（元TBSアナウンサー）
- 南美希子（元テレビ朝日アナウンサー）
- 青山祐子（元NHKアナウンサー）[7]
- 須黒精華（元テレビ東京アナウンサー）
- 松丸友紀（元テレビ東京アナウンサー）
- 原田葵（フジテレビアナウンサー）
- 岡部里香（元富山テレビ放送アナウンサー）
- ナグラット潤子（フリーアナウンサー）[8] - 2016年はタイ国際放送アナウンサーという設定だった。正体はネプチューンの名倉潤。
- 笹崎里菜（元日本テレビアナウンサー）[9]

ナレーション
- 伊藤利尋（フジテレビアナウンサー）[注 1] - 主にクイズの出題や正誤判定を担当。

## ルール
- 事前テスト：常識問題による順位決定。上位者から順にステージの挑戦順が決定。
- ステージごとの得点制：各ステージでの正解数やパフォーマンス応じてポイントが加算。
- エクストラステージでは、下位3名による早押し対決でビリが決まる。

## ステージ構成
常識ニュースワードクイズ
- 時事用語や社会常識に関するクイズを出題。

ニュース原稿訂正読みテスト
- 誤りのある原稿を正しく読み直す技術力が求められる対決。

タイマンロックオン
- 1対1の早押しクイズ。瞬発力と知識が試される。

中継リポート対決
- 想定シチュエーションでの即興リポート力を競う。

早押しパーフェクトアンサー
- 総合力が問われる最終決戦。正確かつ迅速な解答が求められる。細かいルールは「ネプリーグのクイズ・企画一覧#早押しパーフェクトアンサー」から。

EXステージ・ビリ決定戦
- 最終決戦終了時の下位3名によるビリ決定戦。このステージを落としたアナウンサーがビリになる。

## ハイライト
- 名倉潤扮するアナウンサー「ナグラット潤子」が、ユーモアと毒舌で場を盛り上げた。
- ベテラン勢の南美希子や富永美樹が、経験に裏打ちされた安定感を見せる一方、若手の原田葵が躍進。
- 「中継リポート対決」では、松丸友紀が独自の視点で高評価を獲得。

## 結果

### 最終順位
| 順位 | アナウンサー   | 得点 |
| ---- | -------------- | ---- |
| 1    | 富永美樹       | 235  |
| 2    | 原田葵         | 207  |
| 2    | 山本里菜       | 207  |
| 4    | 須黒精華       | 182  |
| 5    | ナグラット潤子 | 156  |
| 6    | 松丸友紀       | 144  |
| 7    | 岡部里香       | 125  |
| 8    | 青山祐子       | 105  |
| 9    | 南美希子       | 99   |
| 10   | 笹崎里菜       | 79   |

- 元フジテレビアナウンサーの富永美樹がニュース原稿訂正読みテストや早押しパーフェクトアンサーで圧倒的な正確性とスピードを見せ、同じ局の原田葵や他局のアナウンサーとの差を突き放しての優勝を果たした。

### EXステージ
| 順位 | アナウンサー | 得点 |
| ---- | ------------ | ---- |
| 1    | 笹崎里菜     | 80   |
| 2    | 南美希子     | 40   |
| 3    | 青山祐子     | 20   |

- 最終順位で最下位となった笹崎里菜がこのステージを制し、最終的にビリになったのは、元NHKアナウンサーの青山祐子となった[注 2]。

## ネット局
| 放送対象地域   | 放送局                    | 系列                                         |
| -------------- | ------------------------- | -------------------------------------------- |
| 関東広域圏     | フジテレビ（CX）          | フジテレビ系列                               |
| 北海道         | 北海道文化放送（uhb）     | フジテレビ系列                               |
| 秋田県         | 秋田テレビ（AKT）         | フジテレビ系列                               |
| 岩手県         | 岩手めんこいテレビ（mit） | フジテレビ系列                               |
| 山形県         | さくらんぼテレビ（SAY）   | フジテレビ系列                               |
| 宮城県         | 仙台放送（OX）            | フジテレビ系列                               |
| 福島県         | 福島テレビ（FTV）         | フジテレビ系列                               |
| 新潟県         | NST新潟総合テレビ（NST）  | フジテレビ系列                               |
| 富山県         | 富山テレビ（BBT）         | フジテレビ系列                               |
| 石川県         | 石川テレビ（ITC）         | フジテレビ系列                               |
| 福井県         | 福井テレビ（FTB）         | フジテレビ系列                               |
| 長野県         | 長野放送（NBS）           | フジテレビ系列                               |
| 中京広域圏     | 東海テレビ（THK）         | フジテレビ系列                               |
| 静岡県         | テレビ静岡（SUT）         | フジテレビ系列                               |
| 関西広域圏     | 関西テレビ（KTV）         | フジテレビ系列                               |
| 鳥取県・島根県 | さんいん中央テレビ（TSK） | フジテレビ系列                               |
| 岡山県・香川県 | 岡山放送（OHK）           | フジテレビ系列                               |
| 広島県         | テレビ新広島（tss）       | フジテレビ系列                               |
| 愛媛県         | テレビ愛媛（EBC）         | フジテレビ系列                               |
| 高知県         | 高知さんさんテレビ（KSS） | フジテレビ系列                               |
| 福岡県         | テレビ西日本（TNC）       | フジテレビ系列                               |
| 佐賀県         | サガテレビ（STS）         | フジテレビ系列                               |
| 長崎県         | テレビ長崎（KTN）         | フジテレビ系列                               |
| 熊本県         | テレビくまもと（TKU）     | フジテレビ系列                               |
| 宮崎県         | テレビ宮崎（UMK）         | フジテレビ系列 日本テレビ系列 テレビ朝日系列 |
| 鹿児島県       | 鹿児島テレビ（KTS）       | フジテレビ系列                               |
| 沖縄県         | 沖縄テレビ（OTV）         | フジテレビ系列                               |

## スタッフ
- 構成：とちぼり元、松井洋介、小野寺雅之、坂本龍二、植田将崇
- 美術製作：平井秀樹
- デザイン：吉田強
- 美術進行：谷元沙紀
- 大道具：西村幸也
- 電飾：林将太
- 視覚効果：川上勝大
- アクリル装飾：織田秀幸
- 特殊装置：樋口真樹
- アートフレーム：田中裕司
- メイク：山田かつら
- CG：山口大樹（キャニットG）
- アートディレクター：鈴木賢太
- ソフト：spoke、石川富久（セミラチス）
- TP：斉藤伸介
- SW：河西純
- カメラ：林孝亮
- 映像：武田和浩
- 音声：江川祐
- 照明：本澤啓史
- TK：山口奈保美
- 編集：神山英彦、違俊一
- MA：長田浩幸（BANZAI）
- 音響効果：高田智彰（BABY）
- LEDビジョン：五島陽一
- リサーチ：STLLEO
- データ放送：齋藤浩史
- 校正：タイトルアート
- 協力：PIXTA、ゲッティ、グレートインターナショナル
- 技術協力：ニユーテレス、IMAGICA、fmt
- 制作協力：IVSテレビ制作、ワタナベエンターテインメント
- 広報：河野舞子
- デスク：小早川芙実
- 制作統括：鈴木善貴
- AP：増谷秀行、渡邊正人、山口芳枝、野原誓子、須々田朋美
- ディレクター：嶋田武史、大村昴平、市川貴弘、原武範、松田敦、須原淳一郎、田村貴広、青木祐太、近藤僚祐、原口拓実、石鉢智也、井上拓也、伊東七海
- プロデューサー：佐藤基（IVSテレビ制作）、石川敬大、石川陽
- 監修：吉田正樹
- 番組制作：大和田宇一（ワタナベエンターテインメント）
- 演出：福浦与一（IVSテレビ制作）、中村秀樹（IVSテレビ制作）
- チーフプロデューサー：五十嵐元
- 制作著作：フジテレビ